# 더 흐롤스 페스터
더 흐롤스 페스터(네덜란드어: De Grolsch Veste)는 네덜란드 엔스헤데에 있는 축구 전용 경기장으로, FC 트벤터의 홈 구장으로 사용되고 있다. '페스터'(Veste)는 네덜란드어로 "요새"라는 뜻이다.
1997년에 옛 디크만 스타디온(Diekman Stadion)을 대신하는 새 경기장이 착공되었다. 1998년 5월 10일에 아르커 스타디온(Arke Stadion)이라는 이름으로 개장했고, FC 트벤터는 이 날에 열린 PSV 에인트호번과의 에레디비시 첫 경기에서 3-0 승리를 기록했다.
2006년부터 수용 인원을 24,000명으로 확장하는 공사가 시작되었고, 2008년 9월경에 확장 공사를 마쳤다. 2008년 5월에는 그롤쉬 맥주가 경기장 스폰서 계약을 체결하면서 경기장 이름이 바뀌었다. 네덜란드에서 개최된 UEFA 여자 유로 2017 결승전이 이곳에서 열리기도 했다.